# فنتیهیوئلو
فنتیهیوئلو (به اسپانیایی: Fontihoyuelo) یک شهرستان در اسپانیا است که در استان وایادولید واقع شده‌است.